# Perestroika

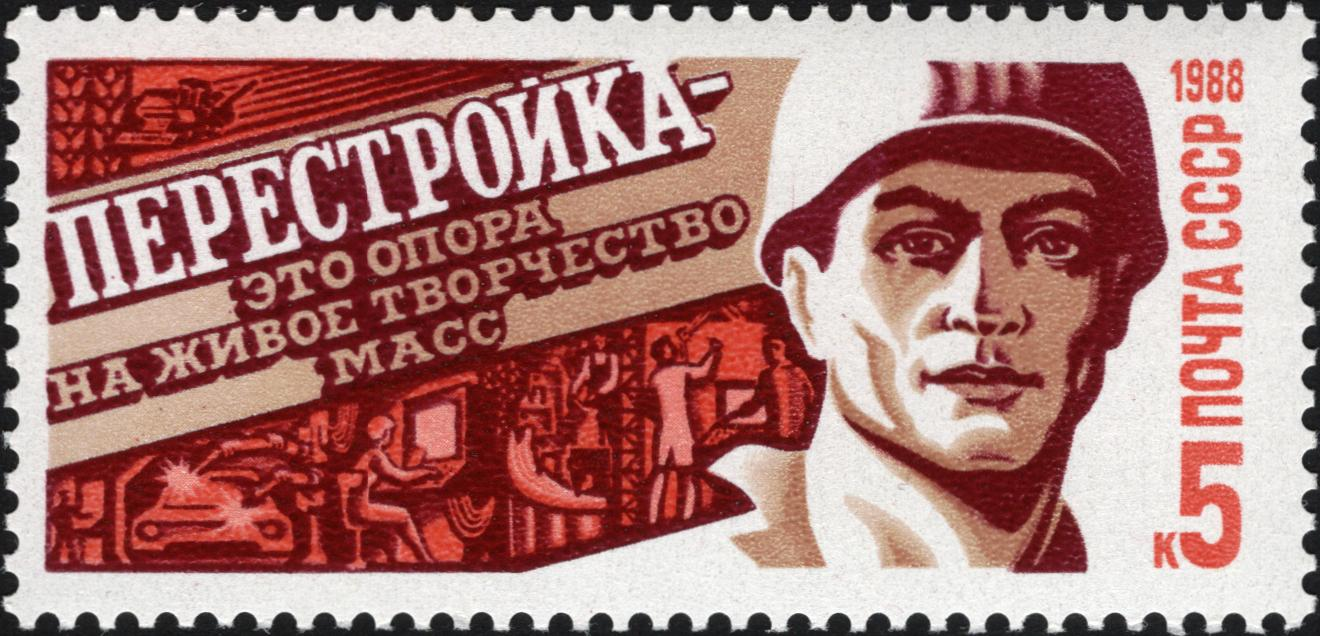
Perestroika (sowjetische Briefmarke, 1988)

Perestroika (auch Perestrojka, russisch перестройка anhörenⓘ ‚Umbau‘, ‚Umgestaltung‘, ‚Umstrukturierung‘) bezeichnet den von Michail Gorbatschow ab Anfang 1986 eingeleiteten Prozess zum Umbau und zur Modernisierung des gesellschaftlichen, politischen und wirtschaftlichen Systems der Sowjetunion, die von der Einheitspartei KPdSU beherrscht wurde.
Der Prozess stand in engem Zusammenhang mit der Verbreitung der Meinungs- und Pressefreiheit in der Sowjetunion unter dem Schlagwort Glasnost (nach dem russischen Wort für ‚Offenheit‘ und ‚Transparenz‘). Der Begriff bezog sich auf weite Teile der Gesellschaft und bedeutete im weiteren Sinn die Demokratisierung des Staates ab 1986.
Die Perestroika beinhaltete zunächst Lockerungen der Parteidirektiven in der Politik der Zentralverwaltungswirtschaft. So wurde Betrieben ab 1987 eingeräumt, selbständig Entscheidungen zu treffen. Dies war ein bedeutender Einschnitt in die Ära der Zentralverwaltungswirtschaft, bei dem erste Elemente der Marktwirtschaft eingeführt wurden.

## Zielsetzungen und Durchführung

### Ausgangslage
Als Michail Gorbatschow im März 1985 Generalsekretär der KPdSU wurde, war die wirtschaftliche Lage in der Sowjetunion eher unbefriedigend. Seit der zweiten Hälfte der Amtszeit von Breschnew war das Wirtschaftswachstum rückläufig. Bei Amtsantritt Gorbatschows lag die Wachstumsrate nur noch knapp über zwei Prozent. Dies war mit den USA (3 %) oder der Europäischen Gemeinschaft (1,6 %) vergleichbar, entsprach allerdings nicht den selbstgesteckten Zielen der KPdSU. In vielen Bereichen der Wirtschaft waren die Produktionszahlen rückläufig, die Qualität der Erzeugnisse entsprach oft nicht dem internationalen Standard. Es gab eine ineffiziente und naturgemäß intransparente Schattenwirtschaft.
Die Landwirtschaft war nicht in der Lage, die Bevölkerung hinreichend zu versorgen. Von der knappen Produktion mussten Verluste verzeichnet werden, da das Transport- und Lagersystem unzureichend ausgebildet war. Auch die Bewirtschaftung der Flächen, die den Kolchosebauern als Privatparzellen zugestanden wurden (5 % der Produktionsfläche), konnte die systembedingten Schwächen nicht ausgleichen.
Auch die Wissenschaft und die Technologie entsprachen nicht der allgemeinen Entwicklung. Die sinkende Anzahl von Zitierungen in Wissenschaftszeitschriften ist ein Kennzeichen der rückläufigen Entwicklung. Im bedeutenden Hightech-Bereich war die Sowjetunion zunehmend ohne Erfolge. Dafür belasteten die Ausgaben für Militär und Rüstung die schon angespannte Wirtschafts- und Forschungslage. Der sowjetisch-afghanische Krieg verstärkte diese negative Entwicklung. Die allgemeine Korruption und die Schattenwirtschaft konnten schon zur Zeit von Juri Andropow nicht eingedämmt werden. So fehlte der Verwaltung und dem Management die erforderliche Qualifikation zur Führung des Landes und der Wirtschaft, da Parteiarbeit, Sollerfüllung und Linientreue wichtige Tugenden waren. Zuverlässige Angaben über den Zustand des Landes waren nur bedingt verfügbar.
Gorbatschow und seine Berater wussten, dass die Dinge schlecht standen und schnelles Handeln erforderlich war. Er und die Reformer in der Partei setzten darauf, Reformen in Partei, Staat und Wirtschaft durchzuführen.

### Im Vorfeld der Reformen
Die beiden Reformfelder Glasnost und Perestroika bedurften angesichts einer so langen Stagnation in der Partei und in der Sowjetunion einer erheblichen Vorbereitung und Persönlichkeiten, welche die Reformen entwickeln, erläutern und durchsetzen konnten. Zu den von Gorbatschow in das Sekretariat des Zentralkomitees oder in das Politbüro der KPdSU berufenen Reformern gehörten u. a. Jakowlew, Medwedew, Sagladin, Frolow und Slunkow. Wirtschaftsfachleute und Wissenschaftler wie Abalkin, Pawlow, Sitarjan, und Popow unterstützten den neuen Kurs. Ministerpräsident Ryschkow begrüßte den Reformansatz, andere Politbüromitglieder verhielten sich zögerlich.
Bereits 1983 waren die Rechte von Betrieben in einigen Bereichen probeweise gestärkt worden. Im Juli 1985 wurde dieses System auf Betriebe weiterer Bereiche wie im Maschinenbau oder in der Ernährungsindustrie ausgeweitet. 1986 erfolgten Beschlüsse des Politbüros gegen Veruntreuung, Bestechung und Erpressung mit nur mäßigem Erfolg. Anfang 1987 sollte die Umstellung der Wirtschaft auf alle Betriebe erweitert werden. Die wirtschaftliche Situation in diesen Bereichen verbesserte sich zunächst leicht, um dann aber bis 1987 einen herben Rückschlag zu erleiden.
Seit April 1985 begann die Reformdiskussion unter dem Begriff „Beschleunigung der sozialökonomischen Entwicklung“, im November 1985 billigte das Politbüro erste Schritte „über die weitere Vervollkommnung …“, Anfang 1986 wurde der Begriff Beschleunigung (Uskorenije) zunehmend durch Perestroika ersetzt, Mitte 1986 verstärkte sich die Diskussion. Auf der Plenartagung des Zentralkomitees vom Januar 1987 schließlich wurde ein Gesetzentwurf zur Wirtschaftsreform gebilligt. Im März 1987 wurde das Reformkonzept weiter entwickelt. In der Plenarsitzung des Zentralkomitees der KPdSU im Juni 1987 stellte Gorbatschow seine „Grundthesen“ vor, welche die politische Grundlage der wirtschaftlichen Reformen darstellen. Im Juli 1987 war im ZK der Vorbereitungsprozess weitgehend abgeschlossen, die Gesetze wurden danach auf den Weg gebracht.

### Durchführung und Ergebnisse
Die beabsichtigte Umgestaltung der Gesellschaft wurde durch Gorbatschow auf dem Januar-Plenum des Zentralkomitees der KPdSU am 28. Januar 1987 verkündet.

#### In der Innenpolitik
Ab Mitte 1988 sollte die Perestroika dem Sozialismus vor allem durch prinzipiell freie Wahlen, Gewaltenteilung und Ausbau des Rechtsstaatsprinzipes ein demokratisches Antlitz geben und dadurch den gesamten Ostblock stabilisieren, wobei die privilegierte Stellung der Kommunistischen Partei der Sowjetunion (KPdSU) erhalten bleiben sollte. Die innenpolitischen Reformen wurden von Gorbatschow auch mit dem Slogan Demokratisaziya (russisch: Демократизация, „Demokratisierung“) bezeichnet.
Auf der 19. Parteikonferenz der KPdSU im Juni 1988 beschloss das Gremium aus Gorbatschow und Intellektuellen die Einberufung eines Volksdeputiertenkongresses als oberste gesetzgebende Instanz. Zwar soll ein Drittel der 2250 Mitglieder faktisch von der Partei delegiert werden, jedoch führte man auf lokaler Ebene Wahlen mit mehreren Kandidaten – nicht mehreren Parteien – ein. Dieser offene Wahlkampf mit zum Teil direkter Fernsehübertragung von Debatten, sorgte für großes Erstaunen bei der Bevölkerung. Gorbatschow hoffte, auf diese Weise verkrustete politische Strukturen aufzubrechen und damit mehr Unterstützung für seine Reformen im politischen Apparat zu finden.

#### In der Außenpolitik
Um den Bürgern in der UdSSR langfristig größeren Wohlstand zu verschaffen, sollte die Entspannungspolitik fortgesetzt werden und das Wettrüsten zwischen UdSSR und USA beendet werden.
Am 8. Dezember 1987 unterzeichneten Ronald Reagan und Michail Gorbatschow den INF-Vertrag, der den Abbau aller Mittelstreckenraketen in Europa beinhaltete. Zugleich wurden 1985 die Verhandlungen über den START-I-Vertrag wiederaufgenommen. Außerdem reduzierte die Sowjetunion die militärische Unterstützung für kommunistische Rebellenbewegungen in den Ländern Afrikas und Lateinamerikas drastisch und zog sich 1989 aus Afghanistan zurück (siehe dazu Afghanischer Bürgerkrieg und sowjetische Intervention). In diesem Zusammenhang sollten auch die Vereinten Nationen stärker einbezogen werden.
Die kommunistische Staatsform war nun nicht mehr maßgeblich. Mit Abschaffung der Breschnew-Doktrin konnte jeder sozialistische Staat frei entscheiden, welcher Staatsideologie er sich anschließt. Gorbatschow erklärte, wenn sich ein Staat dazu entscheiden sollte, sich vom Sozialismus abzuwenden, würde die Sowjetunion nicht eingreifen. Dadurch wurden auch die mit der Sowjetunion verbündeten Länder zu Reformen ermutigt.

#### In der Wirtschaft
Im Juli 1987 verabschiedete der Oberste Sowjet das „Gesetz über Staatsunternehmen“, wodurch Staatsunternehmen ihre Produktion am tatsächlichen Bedarf ausrichten durften. Die Unternehmen mussten zwar weiterhin Staatsaufträge erfüllen, konnten im Übrigen aber nach ihren Vorstellungen produzieren und vertreiben. Durch das Gesetz wurden die Unternehmen für ihre Finanzen selbst verantwortlich: sie mussten ihre Ausgaben (Löhne, Steuern, Material und Schulden) durch Einnahmen decken. Zudem konnten sie mit ihren Zulieferern die Preise frei aushandeln.
Die Regierung verzichtete darauf, weiterhin unprofitable Firmen vor einem bevorstehenden Bankrott zu retten. Außerdem verlagerte das Gesetz die Kontrolle über die Unternehmen von Ministerien zu gewählten Arbeiterkollektiven. Die Aufgabe von Gosplan (Государственный комитет по планированию, Staatliches Komitee für Planung) war, nur noch generelle Richtlinien und vorrangige nationale Investitionen festzulegen, nicht mehr detaillierte Produktionspläne.
Das „Gesetz über Genossenschaften“ wurde im Mai 1988 in Kraft gesetzt. Zum ersten Mal seit Lenins Neuer Ökonomische Politik (NEP) waren damit wieder Privatunternehmen in den Bereichen Dienstleistung, Produktion und Außenhandel erlaubt. Ursprünglich beinhaltete das Gesetz hohe Steuern und Beschäftigungsbeschränkungen, wurde aber später korrigiert, um die Aktivitäten im privaten Sektor nicht einzuschränken. Unter diesen Bestimmungen wurden genossenschaftliche Restaurants, Läden und Hersteller Teil der sowjetischen Wirtschaft.
Gorbatschow brachte Perestroika in einem Ausmaß in den Außenhandelssektor der Sowjetunion, der zu dieser Zeit von sowjetischen Volkswirten als verwegen bezeichnet wurde. Sein Programm eliminierte im Prinzip das damalige Handelsmonopol des Außenhandelsministeriums. Industrielle und landwirtschaftliche Ministerien mussten sich nun nicht mehr an die bürokratischen Organisationen des Außenhandelsministeriums wenden, sondern konnten den Außenhandel in ihrem Zuständigkeitsbereich selbständig abwickeln. Zusätzlich durften regionale und lokale Organisationen Außenhandel betreiben. Diese Änderungen waren ein Versuch, einen großen Missstand in der sowjetischen Außenwirtschaft zu beseitigen: den mangelnden Kontakt zwischen sowjetischen Endverbrauchern und Lieferanten und ihren ausländischen Partnern.
Die bedeutendste außenwirtschaftliche Reform Gorbatschows erlaubte es Ausländern, in der Sowjetunion zu investieren – in Form von Joint Ventures mit sowjetischen Ministerien, Staatsunternehmen oder Genossenschaften. Die erste Fassung des sowjetischen „Joint-Venture-Gesetzes“ trat im Juni 1987 in Kraft. Sie erlaubte einen ausländischen Anteil von höchstens 49 Prozent an dem Joint Venture und verlangte, dass Vorsitz und Geschäftsführung sowjetisch besetzt wurden. Nachdem sich potenzielle westliche Partner beschwerten, erlaubte die Regierung Ausländern die Mehrheit an und die Kontrolle über die Joint Ventures. Unter den Bedingungen des „Joint-Venture-Gesetzes“ stellten die sowjetischen Partner Arbeitskraft, Infrastruktur und einen potenziell großen Heimatmarkt zur Verfügung. Die ausländischen Partner lieferten Kapital, Technologie, wirtschaftliche Expertise und in vielen Fällen Produkte und Dienstleistungen.
Gorbatschows wirtschaftliche Veränderungen bewirkten keinen Neuanfang in der schwerfälligen Wirtschaft des Landes in den späten 1980ern. Die Reformen dezentralisierten zwar viele Dinge, aber die festgelegten Preise blieben ebenso bestehen wie die Nicht-Konvertierbarkeit des Rubels und die Kontrolle der Regierung über einen Großteil der Produktion.
Gorbatschow formulierte Mitte 1988 sein Konzept zur „Umgestaltung der Wirtschaftsbeziehungen“ durch folgende fünf Punkte:
1. Überwindung der Entfremdung des Menschen vom Eigentum
2. Demokratisierung der Produktion. Reform der Planung und der Verwaltung, Kooperation etc.
3. Ware-Geld-Beziehung, Markt.
4. Dezentralisation der Wirtschaft.
5. Problem der sozialen Gerechtigkeit[3]

## Auswirkungen

### Allgemein
Widerstand und Zustimmung
In konservativen Parteikreisen entwickelten sich auch perestroikafeindliche Gruppen. Im März 1988 formulierte Nina Andrejewa in der Zeitung Sowetskaja Rossija in dem Artikel „Ich kann meine Prinzipien nicht aufgeben“ die ablehnende Haltung. Noch bestand jedoch die Einheit im Politbüro, die Perestroika durchzusetzen. Die XIX. Parteikonferenz der KPdSU vom Juni 1988 bestätigte erwartungsgemäß die eingeleiteten Wirtschaftsreformen. Staats- und Parteifunktionen sollen entflochten werden. Erste Anzeichen einer struktur-konservativen Opposition waren aber erkennbar. Gorbatschow beschrieb die Entwicklung folgendermaßen:
„Dass die Geburt des marktwirtschaftlichen Programms sich so schwierig gestaltete, war in einem Grade auch durch zunehmende Differenzen mit der demokratischen Opposition und einem Teil der Öffentlichkeit bedingt.“
Bei dem XXVIII. Parteitag der KPdSU im Juli 1990 gewannen die konservativen Kräfte um Krjutschkow, Slunkow, Jasow, Worotnikow und Baklanow bereits die Oberhand, während Boris Jelzin sich weder dem Reformer- noch dem Gegnerflügel anschloss. Die Umsetzung der Perestroika auf die Unionsländer führte zu endlosen Verhandlungen und Verzögerungen. Die Unionsländer strebten Ende 1990 nach mehr Selbständigkeit und einem neuen Unionsvertrag und die Reformen verzögerten sich. Erst im März 1991 wurde vom Kabinett ein Beschluss zur Preisreform gefasst.
Augustputsch und seine Folgen
Im Juni 1991 versuchte Ministerpräsident Pawlow gegen Gorbatschow erfolglos, eine Verlagerung von Kompetenzen auf die Regierung zu erreichen. Mit dem Augustputsch im August 1991 und der Initiative der Unionsländer zur Auflösung der Union endeten die Versuche, die Wirtschaftsreform in der UdSSR unter sozialistischem Vorzeichen durchzusetzen. Die Einparteienherrschaft der KPdSU wurde 1990 beendet. Im Dezember 1991 kam es zur Auflösung der Sowjetunion.

### Außenpolitik
Gorbatschow bedachte bei seinen Überlegungen nicht, dass die Stimmung im Ostblock bereits zu brodeln anfing. Ein Reformwille vonseiten der Sowjetunion wirkte auf die Menschen wie ein Signal, verleitete sie dazu, nach Reformen im gesamten Einflussbereich der UdSSR immer mehr Freiheiten zu fordern, und ermöglichte es ihnen schließlich, die Abschottung durch den Eisernen Vorhang zu beenden, damit das gesamte Ostblocksystem ins Wanken zu bringen und die „Revolutionen im Jahr 1989“ zu erleben (Tocqueville-Effekt).

### Wirtschaft
Gorbatschows neues wirtschaftliches System war weder Plan- noch Marktwirtschaft. Es führte dazu, dass die sowjetische Wirtschaft von der Stagnation zum Verfall überging. 1991 war das sowjetische Bruttoinlandsprodukt um 17 Prozent gesunken. Offene Inflation war ein großes Problem – zwischen 1990 und 1991 stiegen die Verbraucherpreise in der Sowjetunion um 140 Prozent.
Unter diesen Umständen sank die allgemeine Lebensqualität. Die Öffentlichkeit war an die Knappheit haltbarer Güter gewöhnt, aber unter Gorbatschow wurden auch Lebensmittel, Kleidung und andere Güter des täglichen Bedarfs knapp. Da Gorbatschows Glasnost zu einer liberaleren Atmosphäre und leichter verfügbaren Informationen geführt hatte, war die öffentliche Unzufriedenheit mit der wirtschaftlichen Situation offensichtlicher als jemals zuvor in der Sowjetunion. Der sowjetische Philosoph und Schriftsteller Alexander Sinowjew führte dafür die Bezeichnung „Katastroika“ ein.
Auch der Außenhandelssektor zeigte Verfallserscheinungen. Die Schulden in harter Währung wurden zusehends größer und die Sowjetunion, die früher ihre Schulden stets zurückgezahlt hatte, häufte bis 1990 erhebliche Rückstände an.
Nach Einschätzung von Gorbatschow im März 2010 kamen die Reformen zu spät und die hernach praktizierte Schocktherapie hat Russland noch mehr geschadet.

## Historische Parallelen

### Zur Neuen Ökonomischen Politik (NEP) Lenins 1921–1927
Gorbatschow strebte nach den Worten seines Biographen György Dalos „gewisse Wiederholungen der Leninschen Reformen vom Anfang der Zwanzigerjahre“ an. Die Neue Ökonomische Politik (NEP), die Wladimir Iljitsch Lenin ab 1921 in der jungen Sowjetunion einführte, zählt zu den Vorbildern der Perestroika.
Lenins NEP ließ private Unternehmen, Gewinnstreben, ausländisches Kapital und marktwirtschaftliche Elemente zu – und konnte dabei durchaus mit „kapitalistischen Ausbeutungsverhältnissen“ einhergehen. Grund und Boden, die zentrale Wirtschaftslenkung und die Großindustrie – die „Kommandohöhen der Wirtschaft“ –, sollten jedoch in staatlicher Hand und unter Kontrolle der Kommunistischen Partei bleiben.

### Zum Wirtschaftsmodell Chinas seit 1978
Auf Parallelen zwischen dem frühsowjetischen NEP und dem „sozialistischen Modernisierungsaufbau“ in China, der 1978 unter Deng Xiaoping begonnen wurde, weisen zwei Zeitungsartikel des deutschen Agrarwissenschaftlers Theodor Bergmann hin. Außerdem dokumentierte der schweizerische Jurist und Sinologe Harro von Senger, dass 1978 in chinesischen Zeitungen Aussagen Lenins zur NEP zitiert wurden – zur Begründung der Wende vom „Klassenkampf“ zum „sozialistischen Modernisierungsaufbau“.

### Zu den Wirtschaftsmodellen von Vietnam und Laos seit 1985/86
NEP-ähnliche Konzepte, also sozialistische Marktwirtschaften unter der Führung der jeweiligen Kommunistischen Partei, existieren auch in
- Vietnam mit der Politik des „Doi Moi“ (Erneuerung) seit 1986 und
- Laos mit dem „New Economic Mechanism (NEM)“ seit 1985.

## Darstellungen von Akteuren
- Juri Afanasjew (Hrsg.): Es gibt keine Alternative zur Perestroika. Glasnost, Demokratie, Sozialismus. Vorwort von Michail Gorbatschow, Beiträge von Ales Adamowitsch, Andrei Sacharow und anderen. Greno, Nördlingen 1988.
- Michail Gorbatschow: Perestroika: Die 2. russische Revolution. Eine neue Politik für Europa und die Welt. Aus dem Amerikanischen von Gabriele Umbach. Droemer Knaur, München 1989, ISBN 3-426-03961-3.
- Abel Aganbegjan: Ökonomie und Perestroika. Gorbatschows Wirtschaftsstrategien. Aus dem Russischen von Gabriele Leupold und Renate Janssen-Tavhelidse. Hoffmann und Campe, Hamburg 1989, ISBN 3-455-08335-8.
- Michail Gorbatschow: Erinnerungen. Siedler, Berlin 1995, ISBN 3-88680-524-7.
- Nikolai Ryschkow: Mein Chef Gorbatschow. Die wahre Geschichte eines Untergangs. Das Neue Berlin, 2013, ISBN 978-3-360-02168-7.